# Кшиштоф Велицький
Кшиштоф Ежи Велицький (пол. Krzysztof Jerzy Wielicki; 5 січня 1950) — один з найвідоміших польських альпіністів-висотників. Є п'ятим у світі альпіністом, що підкорив всі восьмитисячники. Три восьмитисячники: Еверест, Канченджанга і Лхоцзе були підкорені ним у зимовий час вперше у світі.

## Біографія
Народився 5 січня 1950 року в селі Шклярка Пшигодзіцька (гміна Остшешув, Польща). В даний час проживає в місті Тихи.

## Найкращі сходження
| Рік             | Вершина      | Примітка                                                                              |
| --------------- | ------------ | ------------------------------------------------------------------------------------- |
| 1980            | Еверест      | Перше зимове сходження на восьмитисячник                                              |
| 1984            | Броуд-пік    | Перше соло-сходження на восьмитисячник і повернення на базу за один день (21,5 годин) |
| 1984, 1992      | Манаслу      | Новий маршрут півд.-східн. стіною                                                     |
| 1986            | Канченджанга | Перше зимове сходження                                                                |
| 1988, 31 грудня | Лхоцзе       | Перше зимове сходження на Лходзе (в ортопедичному корсеті)                            |
| 1993            | Шишабангма   | Новий маршрут півд. стіною, пройдений соло за 24 години                               |